# Kanzel (Greiling)

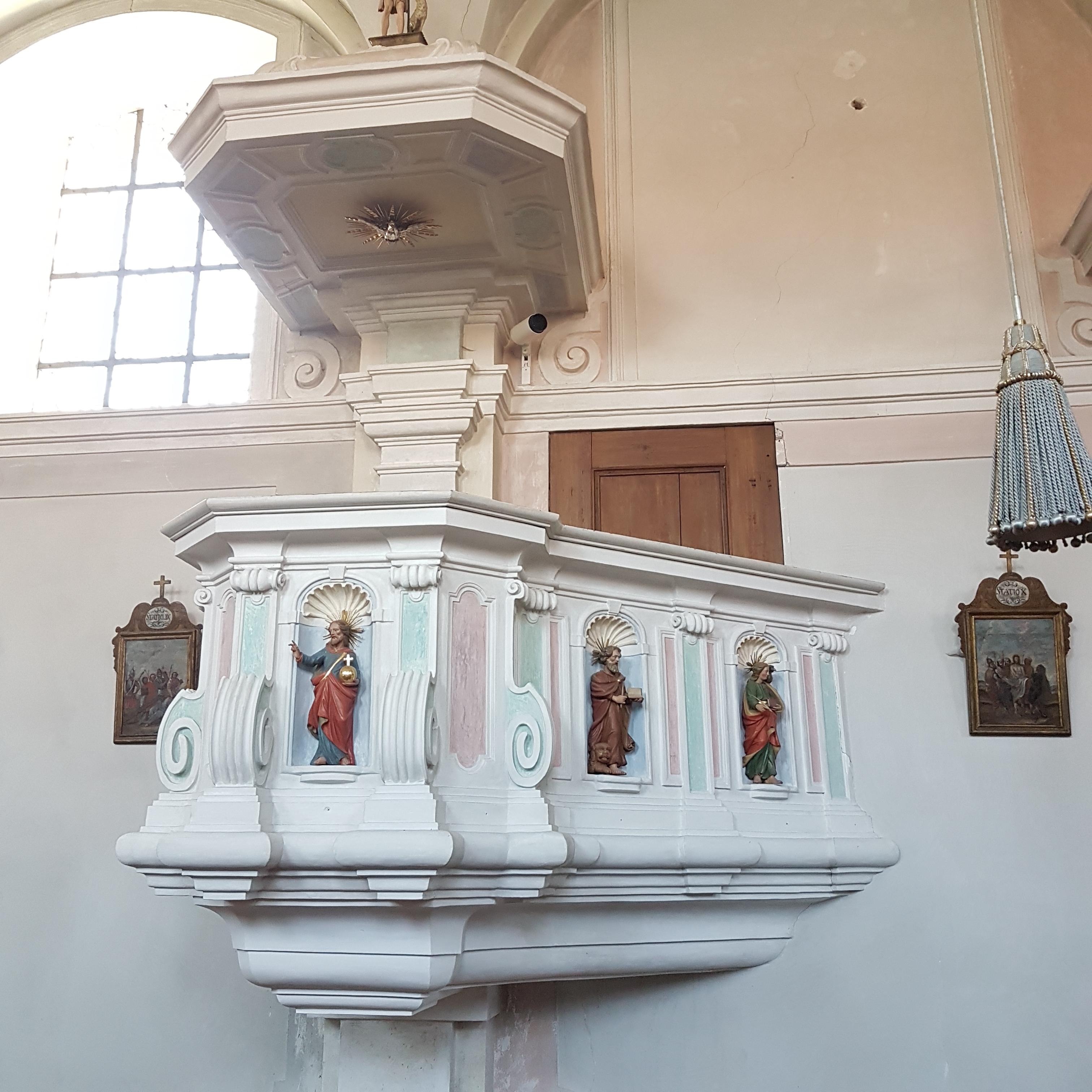
Kanzel in Greiling

Die Kanzel in der katholischen Filialkirche St. Nikolaus in Greiling, einer Gemeinde im oberbayerischen Landkreis Bad Tölz-Wolfratshausen, wurde um 1730 geschaffen. Die Kanzel ist ein Teil der als Baudenkmal geschützten Kirchenausstattung.
Die hölzerne Kanzel im Stil des Barocks besitzt am Kanzelkorb Muschelnischen mit Statuetten der Evangelisten und des segnenden Christus. Die Figuren werden durch Voluten oder Pilaster getrennt.
Der sechseckige Schalldeckel wird von der Skulptur des Salvator mundi bekrönt, an der Unterseite ist die Heiliggeisttaube zu sehen.